# NiMH-Akkumulator mit geringer Selbstentladung
Ein NiMH-Akkumulator mit geringer Selbstentladung (englisch low self-discharge NiMH battery oder kurz LSD-NiMH) ist eine Variante von Nickel-Metallhydrid-Akkumulatoren (NiMH), die sich gegenüber herkömmlichen Typen durch eine erheblich reduzierte Selbstentladung auszeichnet. Die hohe Selbstentladung machte zuvor die Verwendung in Geräten, die lange Zeit in Bereitschaft sein sollen (z. B. Fernbedienungen oder Taschenlampen), weitgehend unpraktikabel. Eine Behelfslösung war die Erhaltungsladung, mit der die Akkus permanent durch geringe Stromzufuhr in geladenem Zustand gehalten wurden. Diese konnte sowohl in Ladegeräten als auch in manchen Verbrauchern direkt stattfinden. NiMH-Akkumulatoren mit geringer Selbstentladung sind in den gängigsten Bauformen, Mignon (AA), Micro (AAA), Baby (C), Mono (D) und 9-Volt-Block (1604D bzw. PP3), erhältlich.

## Eneloop

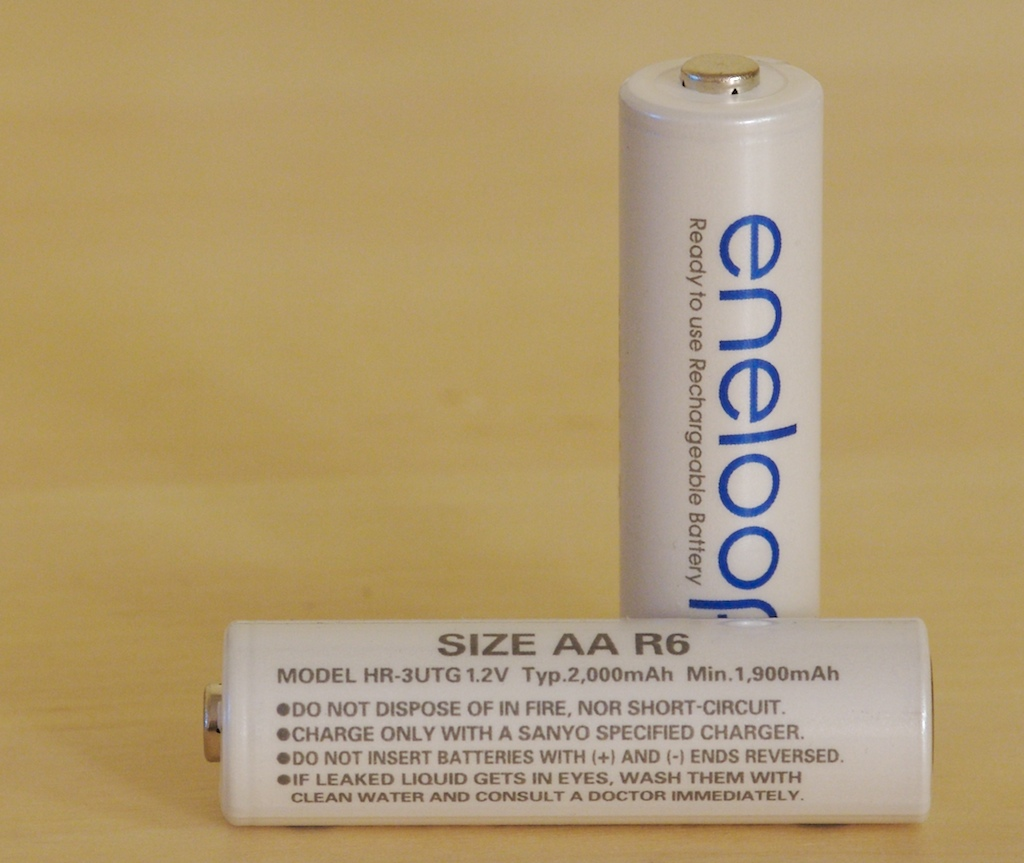
Eneloop der 1. Generation Sanyo HR-3UTG 1,2V-Zelle

Vorreiter war das japanische Unternehmen Sanyo mit dem im November 2005 unter dem Markennamen Eneloop eingeführten Akkutyp und ist noch heute der führende Anbieter hinsichtlich Qualität und Marktdominanz.
Sanyo wurde Ende 2009 von Panasonic aufgekauft, sodass die Eneloop-Akkus seither von Panasonic und deren Tochtergesellschaft Sanyo angeboten werden. Inzwischen sind aber auch zahlreiche ähnliche Produkte anderer Hersteller auf dem Markt. 2010 brachte Sanyo die Eneloop lite mit wesentlich höherer Zyklenzahl (3000) aber dafür geringerer Kapazität heraus. 2011 kam von Sanyo dann eine Besonderheit, die Eneloop plus, welche als Schutzelement einen PTC (Thermistor) beinhaltet aber nur in der AA-Größe (Modell HR-3UPT) produziert wird. Im gleichen Jahr erschien die Eneloop XX (nur in Japan als Eneloop pro bezeichnet) mit höherer Kapazität (2500 mAh) gegenüber der Standardserie, die aber deutlich weniger Ladezyklen (500) und eine wieder höhere Selbstentladung aufweist.

### Geschichte

#### 1. und 2. Generation
Der 2005 auf den Markt gebrachte Typ der 1. Generation wurde 2009 verbessert. Die resultierende 2. Generation ist erkennbar am A am Ende der Typenbezeichnung (z. B. HR-3UTGA statt HR-3UTG und HR-4UTGA statt HR-4UTG) und dem zusätzlich aufgedruckten Symbol einer Krone.

#### 3. Generation
Im Oktober 2012 kam dann die 3. Generation auf den Markt, erkennbar am B am Ende der Typenbezeichnung, z. B. HR-3UTGB (AA-Größe) oder HR-4UTGB (AAA-Größe) und einer zusätzlichen Linie unter der aufgedruckten Krone. Sanyo warb dabei mit bis zu 1800 Ladezyklen (statt 1500 bei der 2. Generation) und weiter optimierter (verringerter) Selbstentladung. Seit Februar 2013 ist die dritte Generation der Eneloop XX in Deutschland erhältlich, welche gegenüber der zweiten Generation eine etwas geringere Selbstentladung hat und damit nach einem Jahr noch 85 % der Ladung aufweist. Neben der AA-Variante (Modell HR-3UWXB mit 2550 mAh) ist nun auch eine AAA-Variante mit 950 mAh (min. 900 mAh) erhältlich (Modell HR-4UWXB).

#### 4. Generation
Seit 2014 werden von Panasonic für unterschiedliche Anwendungsfälle (u. a. Zyklenfestigkeit) jeweils drei Eneloop-Typen der Größe AA und AAA produziert. Panasonic hat ab dieser 4. Generation die Typenbezeichnung komplett geändert. Diese ist nach dem folgenden Schema aufgebaut: BK-[x][y]CC[z]
- [x] ist eine natürliche Zahl und steht für die Größe, mögliche Werte sind:
  - 3=AA
  - 4=AAA
- [y] ist ein Buchstabe und steht für die Kapazitätsklasse, der zugleich den seitens der Entwickler gedachten Anwendungstyp darstellt, mögliche Werte sind:
  - M = Medium (Anwendungstyp universal, Standardtyp)
  - H = High (Anwendungstyp pro)
  - L = Lite (Anwendungstyp Lite).
- [z] ist ein Buchstabe, mögliche Werte sind:
  - falls kein Buchstabe angegeben: in Japan produziert, nur für den japan. Markt
  - A: in Japan produziert, für den nordamerikan. und chin. Markt
  - E: in Japan produziert, für den europ. und russ. Markt
  - E*: in China produziert, für den südamerik., südostasiat., austral. und neu-seeländ. Markt

#### 5. Generation
Seit Mai 2022 sind Ausführungen mit verbesserten Leistungsdaten verfügbar. Die Typenbezeichnung enthält ein CD anstatt ein CC.

## Besonderheiten
Das Besondere an diesen Akkus ist eine sehr geringe Selbstentladung. Der Ladestand von Akkumulatoren beginnt gewöhnlich unmittelbar nach Ladeende durch die Selbstentladung zu sinken, weshalb elektronisch gesteuerte Ladegeräte dann mit geringem Strom, meist in Form von kurzen Pulsen, eine Erhaltungsladung durchführen. Bei fabrikfrischen herkömmlichen (also nicht LSD-)Akkus beträgt der Ladeverlust in den ersten 24 bis 48 Stunden bereits rund 10 Prozent und danach zwischen 15 und 50 Prozent pro Monat. Die Selbstentladung gebrauchter Akkus kann aber auch mehr als 50 Prozent pro Woche betragen, selbst wenn die Akkus ansonsten noch ihre Nennkapazität haben. Dagegen verlieren LSD-NiMH-Akkus im ersten Monat nur ca. 15 Prozent und danach sogar lediglich ca. 15 Prozent pro Jahr ihrer Ladung (bei 20 °C Umgebungstemperatur). Erreicht wird dies durch eine neue Übergitter-Legierung (Superlattice Alloy) als ein wasserstoffbindendes Material für die Kathode von NiMH-Batterien und durch eine geänderte Nickelhydroxid-Legierung für die Anode. Beides reduziert den chemischen Zerfall und beugt somit der Selbstentladung vor. Der Nachteil ist die geringere Kapazität. Während herkömmliche NiMH-Akkus im AA-Format (Mignon) bis etwa 3000 mAh erhältlich sind, haben gleich große LSD-NiMH-Akkus nur ungefähr 2000–2200 mAh. Erst 2009 wurden von der deutschen Ansmann AG mit maxE Plus und im September 2010 von Sanyo mit Eneloop XX (z. B. HR-3UWX-4BP) LSD-NiMH-Akkus vorgestellt, deren Kapazität mit 2500 mAh (jeweilige Herstellerangabe) an die Kapazität von herkömmlichen NiMH-Akkus heranreicht, allerdings bei deutlich geringerer Zyklenzahl (nur 500) und etwas höherer Selbstentladung als bei „normalen“ (Standard-)LSD-Akkus.
Langzeittests und Anwenderberichte bestätigten die geringe Selbstentladung. Die mittlerweile große Menge an Nachahmerprodukten bestätigt den Erfolg der LSD-Variante des NiMH-Akkus.
LSD-NiMH-Akkus sind beim Kauf bereits (vor)geladen und können daher sofort benutzt werden, was bei Verwendung einzelner Akkuzellen im vom Anwender zusammengestellten Satz allerdings wegen der meist (etwas) ungleichen Anfangsladestände nicht empfehlenswert ist. Diese Einschränkung gilt nicht beim vom Hersteller konfektionierten Satz (geschweißt verbundene Zellen). Zum Wiederaufladen können zwar für NiCd-/NiMH-Akkus vorgesehene einfache Ladegeräte (mit meist niedrigem Ladestrom) ohne spezielle Elektronik verwendet werden, wenngleich mit intelligenten, prozessorgesteuerten Ladegeräten eine höhere Zahl von Wiederaufladezyklen erreicht werden kann, da u. a. die Akkuvollerkennung und damit der Ladeschlusszeitpunkt individuell für den eingesetzten Akku erfolgt, wodurch eine akkuschädigende Überladung verhindert werden kann.
Der Spannungsverlauf während der Entladung wurde bei LSD-NiMH-Akkus nach Herstellerangaben für den Einsatz in digitalen Geräten optimiert. Dies bedeutet, dass ihre (Spannungs-)Entladekurve flacher verläuft und somit selbst bei niedrigem Ladeniveau und hohem Einschaltstrom noch die nötige Betriebsspannung vorliegt, da LSD-NiMH-Akkus gewöhnlich einen geringeren Innenwiderstand als herkömmliche NiMH-Akkus haben. Dies erklärt, warum selbst bei hoher Stromentnahme und niedrigem Ladeniveau ein geringerer Spannungsabfall als z. B. bei Alkali-Batterien auftritt.
Der Nachteil der geringeren Kapazität – selbst gegenüber nominell höherkapazitiven Akkus – fällt nicht so stark ins Gewicht, da sich die Geräte erst viel später als bei herkömmlichen Akkus abschalten. Oder anders ausgedrückt: Von der Kapazität (I×t in Ah) des Akkumulators ist ein größerer Teil energetisch (U×I×t in Wh) nutzbar. Die von herkömmlichen Akkus abweichende Entladekurve kann jedoch dazu führen, dass Ladestandsanzeigen – beispielsweise bei Digitalkameras – evtl. eine zu hohe Restladung anzeigen. NiMH-Akkus sind an sich nicht für den Betrieb bei Temperaturen unterhalb von 0 °C geeignet, weshalb die Tieftemperaturfestigkeit von LSD-NiMH-Akkus am Beispiel der Eneloop (bereits der 1. Generation von Sanyo) erwähnenswert ist, deren Vorstellung im Rahmen ihrer damaligen Produkteinführung in Australien deshalb in einer Eisbar erfolgte.
Die LSD-NiMH-Akkus sind sehr empfindlich gegenüber Tiefentladung, die die Hauptursache für irreversible Schäden ist.

## NiMH-Akkus mit geringer Selbstentladung
Inzwischen haben weitere Anbieter vorgeladene und gering selbstentladende NiMH-Akkus im Programm:
| - AccuCell AccuCell ready2use NiMH Akku - AccuPower AccuLoop - Activ Energy1 (Aldi-Handelsmarke) Ready to use, sofort einsetzbar - Agfaphoto Direct Energy - AmazonBasics Vorgeladene Ni-MH-Akkus - Ansmann maxE - Apple Batterieladegerät Kit (Umgelabelte Eneloops) - Camelion AlwaysReady - CAP Standby - Compit Accu-Batterie - Conrad energy (Handelsmarke) Endurance - Duracell ActiveCharge, Pre-Charged, StayCharged - Energizer NiMH, 1000x rechargeable - Fujitsu(Kraftmax) Hybrix / Hybrix Black - GP (Originalhersteller) ReCyko+ - Hähnel Synergy - Hama Ready for power (Ready4Power) - IKEA LADDA Akku, aufladbar - Kodak Pre-Charged - Maha Powerex Imedion | - Minwa Electronics eneReady - Nexcell EnergyON - Panasonic (Originalhersteller seit 4. Generation) Eneloop, Infinium, Rechargeable Evolta, Stay Charged - Philips MultiLife Ready to use - Powergee Evolution Open & Use (Pre-Charged Rechargeable) - Rayovac Hybrid - Rubin (Rossmann-Handelsmarke) Ready to use - Sanyo (Originalhersteller bis zur 3. Generation) Eneloop - Sony Cycle Energy Blue - Suppo Enekeep - Swissbatteries Accubattery - tecxus Ready to use - Tensai Ready to use - Titanium Enduro - tka Aeonium Powercell - Topcraft2 (Aldi-Handelsmarke) Geringe Selbstentladung - Tronic (Lidl-Handelsmarke) Ready to use - UNiROSS HYBRIO - Vapextech Instant - Varta Ready to use, auf Verpackung auch Pre-charged - Xavax Battery Like - XCell Innovate - Yuasa (Originalhersteller) Enitime |

1 aktuelle Bezeichnung , 2 frühere Bezeichnung
Umfangreicher Kapazitätsvergleich diverser Akkus und Batterie für technisch Interessierte hier.
Bei diesen Bezeichnungen handelt es sich nicht immer um eigenständige Entwicklungen, sondern meist um unter eigenem Markennamen vertriebene Ware eines (OEM-)Herstellers. Außer Sanyo (Panasonic), die ihre eigene Technik bisher nicht lizenzieren, haben GP und Yuasa eine ähnliche Technik entwickelt. Bei allen anderen Anbietern handelt es sich derzeit (Stand 2007) um Akkus eines dieser beiden Hersteller.

## Eneloop-Vergleichstabelle
| Mignonzellen (AA)                                               | Modell   | Vorgestellt | Max. Zyklen | Min. Kapazität (mAh) | Typ. Kapazität (mAh) | Ladungsstand nach 1 Tag | Ladungsstand nach 1 Jahr | Ladungsstand nach 2 Jahren | Ladungsstand nach 3 Jahren | Ladungsstand nach 5 Jahren                                                      |
| --------------------------------------------------------------- | -------- | ----------- | ----------- | -------------------- | -------------------- | ----------------------- | ------------------------ | -------------------------- | -------------------------- | ------------------------------------------------------------------------------- |
| Gewöhnlicher NiMH-Akku Sanyo 2700                               | HR-3UG   | unbekannt   | 1000        | 2500                 | 2700                 | ≈80 %                   | ≈50 %                    | 0 %                        | 0 %                        | 0 %                                                                             |
| Eneloop 1. Generation                                           | HR-3UTG  | Nov. 2005   | 1000        | 1900                 | 2000                 | n/a                     | ≈80 %                    | n/a                        | n/a                        | n/a                                                                             |
| Eneloop 2. Generation                                           | HR-3UTGA | Okt. 2009   | 1500        | 1900                 | 2000                 | n/a                     | ≈85 %                    | ≈80 %                      | ≈75 %                      | n/a                                                                             |
| Eneloop 3. Generation                                           | HR-3UTGB | Nov. 2011   | 1800        | 1900                 | 2000                 | n/a                     | 90 %                     | >80 %                      | 80 %                       | 65–70 %                                                                         |
| Panasonic Eneloop 4. Generation                                 | BK-3MCCE | Apr. 2013   | 2100        | 1900                 | 2000                 | n/a                     | 90 %                     | >80 %                      | 80 %                       | 70 % (für seit Mai 2015 produzierte 75 % und bis zu 70 % nach bis zu 10 Jahren) |
| Andere AA-Eneloops                                              | Modell   | Vorgestellt | Max. Zyklen | Min. Kapazität (mAh) | Typ. Kapazität (mAh) | Ladungsstand nach 1 Tag | Ladungsstand nach 1 Jahr | Ladungsstand nach 2 Jahren | Ladungsstand nach 3 Jahren | Ladungsstand nach 5 Jahren                                                      |
| Sanyo Eneloop plus mit PTC (Thermistor) sonst wie 3. Generation | HR-3UPT  | Nov. 2011   | 1800        | 1900                 | 2000                 | n/a                     | unbekannt                | n/a                        | n/a                        | 65–70 %                                                                         |
| Sanyo Eneloop lite 2. Generation                                | HR-3UQ   | Juni 2010   | 2000        | 950                  | 1000                 | n/a                     | 85 %                     | 80 %                       | 75 %                       | n/a                                                                             |
| Panasonic Eneloop lite 4. Generation                            | BK-3LCCE | Apr. 2013   | 3000        | 950                  | 1000                 | n/a                     | 90 %                     | >80 %                      | 80 %                       | 70 % (für seit Mai 2015 produzierte 75 % und bis zu 70 % nach bis zu 10 Jahren) |
| Sanyo Eneloop XX 1. Generation                                  | HR-3UWX  | Juli 2011   | 500         | 2400                 | 2500                 | n/a                     | 75 %                     | n/a                        | n/a                        | n/a                                                                             |
| Sanyo Eneloop XX 2. Generation                                  | HR-3UWXA | Mai 2012    | 500         | 2400                 | 2500                 | n/a                     | 75 %                     | n/a                        | n/a                        | n/a                                                                             |
| Sanyo Eneloop XX 3. Generation                                  | HR-3UWXB | Okt. 2012   | 500         | 2450                 | 2550                 | n/a                     | 85 %                     | n/a                        | n/a                        | n/a                                                                             |
| Panasonic Eneloop XX 3. Generation                              | BK-3HCCE | Apr. 2013   | 500         | 2450                 | 2550                 | n/a                     | 85 %                     | n/a                        | n/a                        | n/a                                                                             |
| Panasonic Eneloop XX 4. Generation                              | BK-3HCDE | Okt. 2015   | 500         | 2500                 | 2550                 | n/a                     | 85 %                     | n/a                        | n/a                        | n/a                                                                             |
| Microzellen (AAA)                                               | Modell   | Vorgestellt | Max. Zyklen | Min. Kapazität (mAh) | Typ. Kapazität (mAh) | Ladungsstand nach 1 Tag | Ladungsstand nach 1 Jahr | Ladungsstand nach 2 Jahren | Ladungsstand nach 3 Jahren | Ladungsstand nach 5 Jahren                                                      |
| Gewöhnlicher NiMH-Akku Sanyo 1000                               | HR-4U    | unbekannt   | unbekannt   | 930                  | 1000                 | ≈80 %                   | ≈50 %                    | 0 %                        | 0 %                        | 0 %                                                                             |
| Sanyo Eneloop 1. Generation                                     | HR-4UTG  | Nov. 2005   | 1000        | 750                  | 800                  | n/a                     | ≈80 %                    | n/a                        | n/a                        | n/a                                                                             |
| Sanyo Eneloop 2. Generation                                     | HR-4UTGA | Mai 2010    | 1500        | 750                  | 800                  | n/a                     | ≈85 %                    | ≈80 %                      | ≈75 %                      | n/a                                                                             |
| Sanyo Eneloop 3. Generation                                     | HR-4UTGB | Nov. 2011   | 1800        | 750                  | 800                  | n/a                     | 90 %                     | >80 %                      | 80 %                       | 65–70 %                                                                         |
| Panasonic Eneloop 4. Generation                                 | BK-4MCCE | Apr. 2013   | 2100        | 750                  | 800                  | n/a                     | 90 %                     | >80 %                      | 80 %                       | 70 % (für seit Mai 2015 produzierte 75 % und bis zu 70 % nach bis zu 10 Jahren) |
| Sanyo Eneloop lite 2. Generation                                | HR-4UQ   | Juni 2010   | 2000        | 500                  | 600                  | n/a                     | 85 %                     | 80 %                       | 75 %                       | n/a                                                                             |
| Panasonic Eneloop lite 4. Generation                            | BK-4LCCE | Apr. 2013   | 3000        | 500                  | 600                  | n/a                     | 90 %                     | >80 %                      | 80 %                       | 70 % (für seit Mai 2015 produzierte 75 % und bis zu 70 % nach bis zu 10 Jahren) |
| Sanyo Eneloop XX 3. Generation                                  | HR-4UWXB | Okt. 2012   | 500         | 900                  | 950                  | n/a                     | 85 %                     | n/a                        | n/a                        | n/a                                                                             |
| Panasonic Eneloop XX 3. Generation                              | BK-4HCCE | Apr. 2013   | 500         | 900                  | 950                  | n/a                     | 85 %                     | n/a                        | n/a                        | n/a                                                                             |
| Panasonic Eneloop Pro 4. Generation                             | BK-4HCDE | Okt. 2015   | 500         | 930                  | 950                  | n/a                     | 85 %                     | n/a                        | n/a                        | n/a                                                                             |
| Babyzellen (C)                                                  | Modell   | Vorgestellt | Max. Zyklen | Min. Kapazität (mAh) | Typ. Kapazität (mAh) | Ladungsstand nach 1 Tag | Ladungsstand nach 1 Jahr | Ladungsstand nach 2 Jahren | Ladungsstand nach 3 Jahren | Ladungsstand nach 5 Jahren                                                      |
| Sanyo Eneloop 1. Generation                                     | HR-2UTG  | 2007        | 1000        | 3000                 | 3200                 | n/a                     | unbekannt                | n/a                        | n/a                        | n/a                                                                             |
| Panasonic Eneloop 4. Generation                                 | BK-2MGC  | Apr. 2013   | 1000        | 3000                 | 3200                 | n/a                     | 85 %                     | n/a                        | n/a                        | 70 % (für seit Mai 2015 produzierte 75 % und bis zu 70 % nach bis zu 10 Jahren) |
| Monozellen (D)                                                  | Modell   | Vorgestellt | Max. Zyklen | Min. Kapazität (mAh) | Typ. Kapazität (mAh) | Ladungsstand nach 1 Tag | Ladungsstand nach 1 Jahr | Ladungsstand nach 2 Jahren | Ladungsstand nach 3 Jahren | Ladungsstand nach 5 Jahren                                                      |
| Sanyo Eneloop 1. Generation                                     | HR-1UTG  | 2007        | 1800 ?      | 5700                 | 6000                 | n/a                     | unbekannt                | n/a                        | n/a                        | n/a                                                                             |
| Panasonic Eneloop 4. Generation                                 | BK-1MGC  | Apr. 2013   | 1000        | 5700                 | 6000                 | n/a                     | 85 %                     | n/a                        | n/a                        | 70 % (für seit Mai 2015 produzierte 75 % und bis zu 70 % nach bis zu 10 Jahren) |